# Синхрокоптер

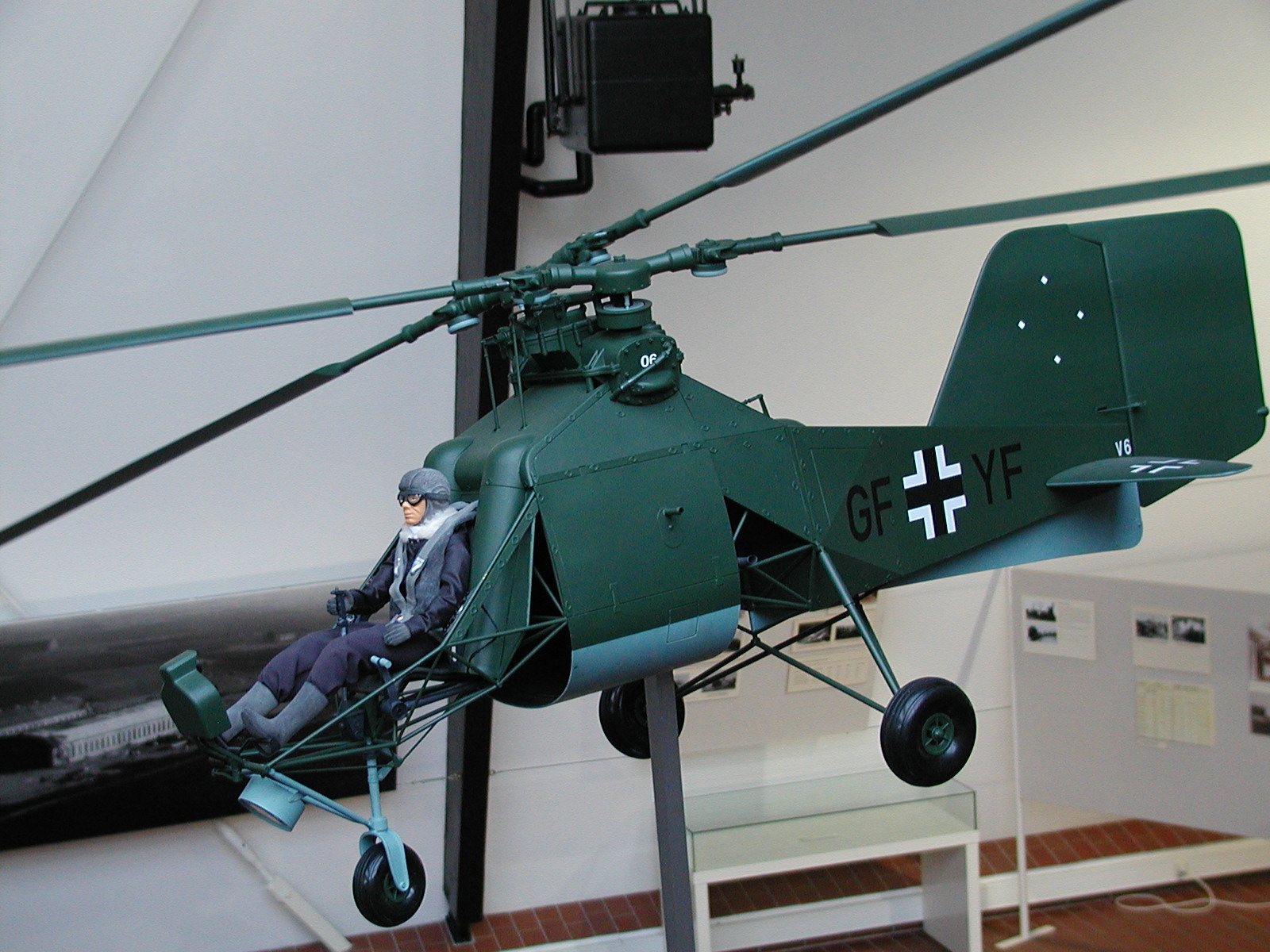
Флеттнер Fl 282 «Колибри» — один з перших вертольотів, які використовують схему перехресних несних гвинтів.

Синхро́коптер, синхро́птер,  або вертоліт з перехре́сними гвинта́ми (англ. Synchropter; Intermeshing rotor helicopter, нім. Flettner-Doppelrotor) — схема компонування гелікоптерів з великим перекриттям перехресних носійних гвинтів.

## Конструктивна схема
У такій схемі втулки гвинтів розташовані на малій відстані — малій в порівнянні з діаметром несних гвинтів. Гвинти обертаються у взаємно протилежних напрямках, при цьому осі обертання валів розташовані під кутом один до одного, а площини обертання перетинаються. Обертання гвинтів синхронізоване за допомогою жорсткого механічного зв'язку між їх валами для гарантованого запобігання зхлестування — зіткнення лопатей.

## Перші серійні зразки
Схема синхрокоптера була розроблена Антоном Флеттнером у Німеччині наприкінці 1930-х. Вперше застосована в вертольоті, розробленому на замовлення Крігсмаріне Fl 265 (перший політ в травні 1939 року, побудовано близько 6 машин) і його наступника — Fl 282 «Колібрі» (жовтень 1941 року, приблизно 24 машини).
У 1945 Чарльз Каман (засновник Kaman Aircraft) побудував перший американський вертоліт-синхроптер Kaman K-125. Згодом Kaman Aircraft випускала серійні синхроптери і наразі є єдиним серійним виробником таких вертольотів.

## Повоєнні та сучасні зразки
- 1951—1952 — Kaman K-225[en]
- 1959—1969 — Kaman HH-43 Huskie[en]
- 1991 до н.ч. — Kaman K-MAX[en]

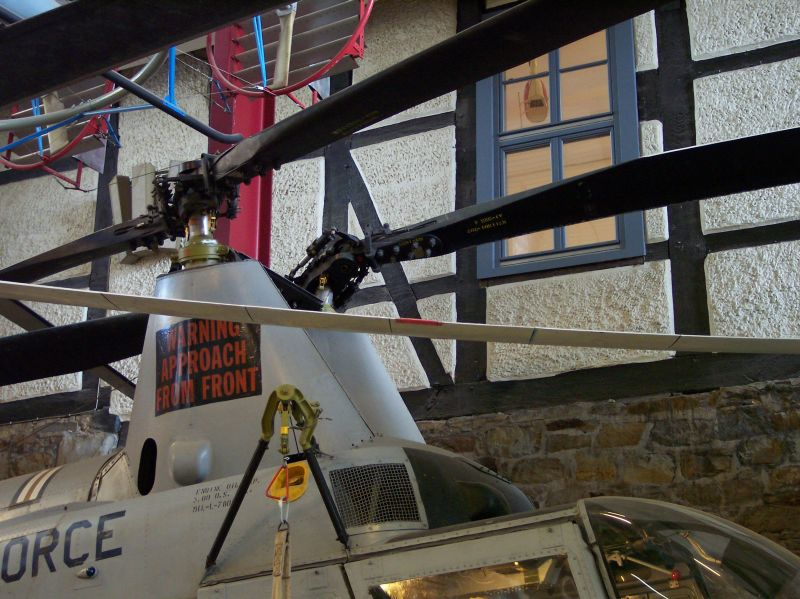
Лопаті синхрокоптера
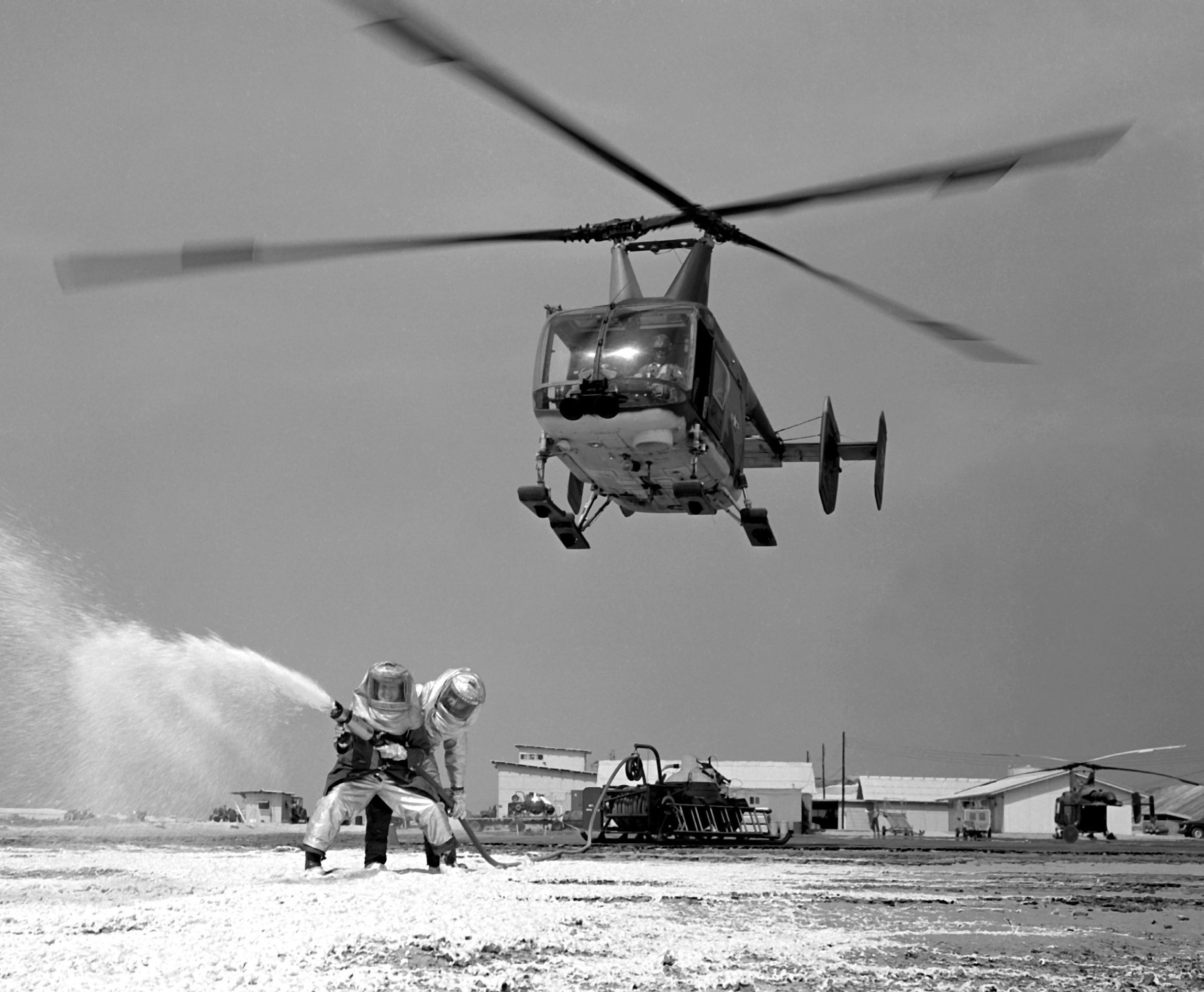
Kaman HH-43В Huskie
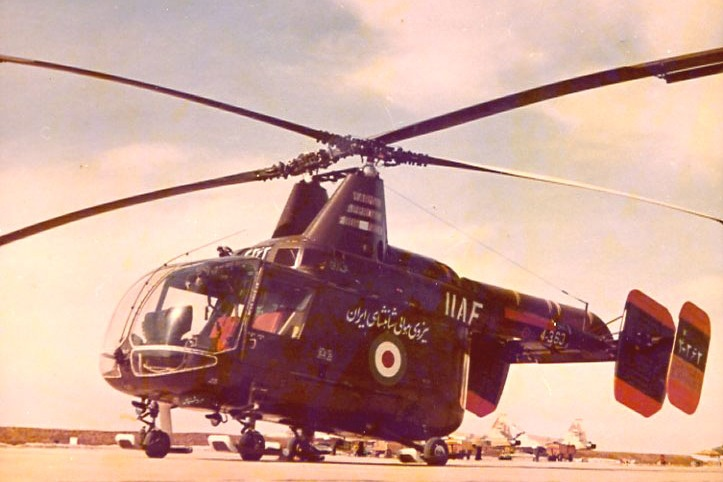
Kaman HH-43В Huskie
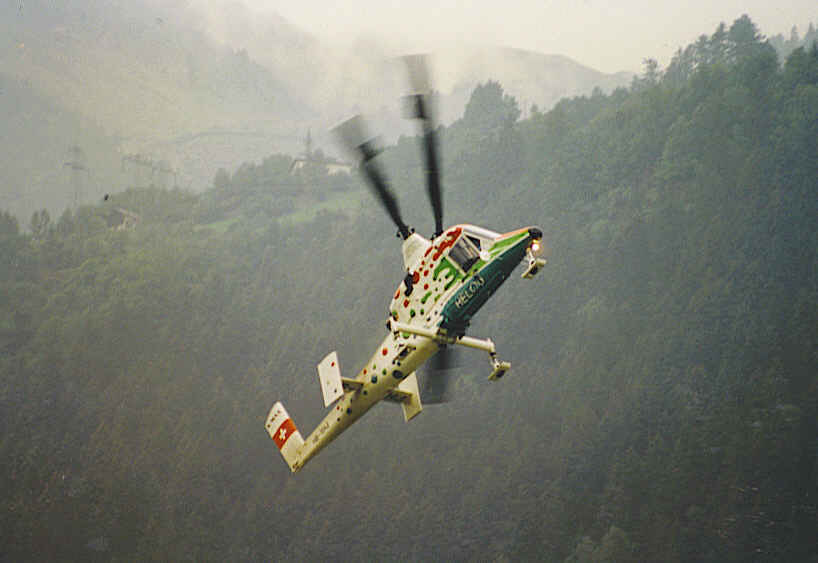
Kaman K-Max
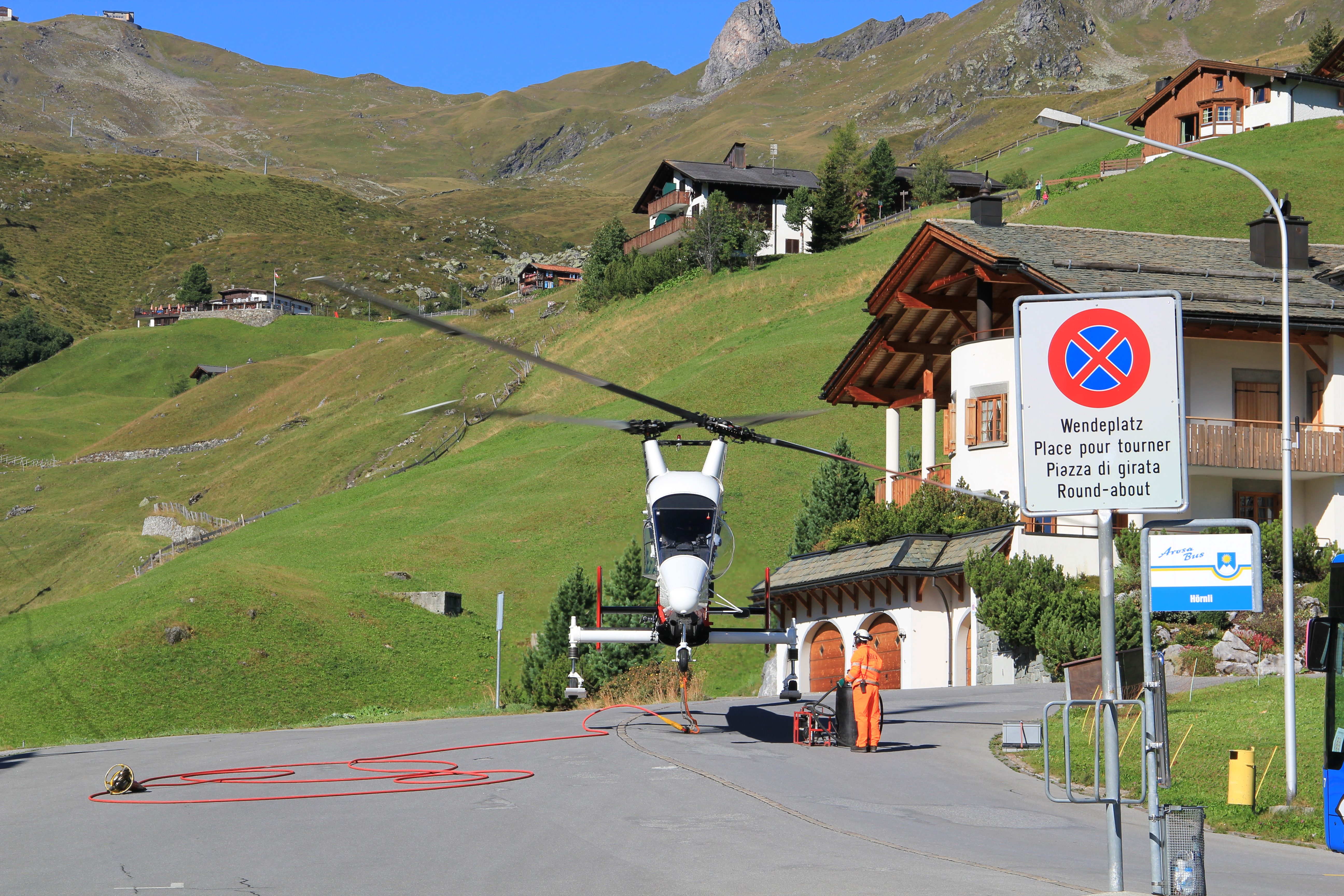
Kaman K-1200 K-Max